# Johann Ludwig Quandt
Johann Ludwig Quandt (* 22. September 1801 in Stettin, Pommern; † 7. Juli 1871 in Persanzig bei Neustettin, Pommern) war ein deutscher Superintendent und Historiker.

## Leben
Der evangelische Geistliche Johann Ludwig Quandt war zu seiner Zeit ein sehr bekannter Kanzelredner. Er entstammte einer alten Königsberger Bürgerfamilie und war ein Nachkomme des Königsberger Hofpredigers Johann Jakob Quandt. Der Sohn eines preußischen Unteroffiziers besuchte u. a. bis zum 14. Lebensjahr die Stadtschule in Greifenhagen, später das Vereinigte Königliche und Stadt-Gymnasium in Stettin. Ab 1820 studierte er Theologie an der Universität Berlin, wo er im Dezember 1823 das erste, im April 1824 das zweite Examen absolvierte.
Am 5. Juli 1824 wurde er ordiniert und erhielt eine Pfarrstelle in Hasenfier, Synode Ratzebuhr (Hinterpommern). Zur selben Zeit heiratete er im Juli 1824 Charlotte Luise Stoltenburg († 16. März 1856 in Persanzig), die Tochter eines Brauers und Brenners aus der Unterwiek in Stettin. Sie war eine hochgebildete Frau, die ihren Ehemann in seinen wissenschaftlichen Forschungen unterstützte.
Im Jahr 1836 kam Quandt als Superintendent nach Rügenwalde (Hinterpommern) und war Pfarrer an der dortigen Marienkirche. Im Jahr 1849 wurde er zurück nach Persanzig versetzt, wo er als Superintendent vier Kirchen zu bedienen und zehn Schulen zu beaufsichtigen hatte. 
Nebenberuflich betätigte er sich als Historiker,  vornehmlich auf dem Gebiet der pommerschen Geschichte. Seine wichtigsten Veröffentlichungen sind seine Beiträge zu den Baltischen Studien. Er wurde zum Mitherausgeber von Ergänzungsbänden zu dem von Gustav Kratz begonnenen Werk Geschichte des Geschlechts von Kleist berufen. Bis an sein Lebensende war er Leiter der lutherischen Konferenz in Köslin gewesen.
Anfang Juli 1871 verstarb Quandt an einem Herzleiden. 
Quandt hatte acht Töchter, von denen nur fünf den Vater überlebten. Eine Tochter war die Schriftstellerin Clara Quandt (1841–1919).

## Veröffentlichungen  (Auswahl)
- Über die Verluste der Pommerschen Küste an die Ostsee. In: Baltische Studien, Band 4, Heft 2, Stettin 1835, S. 1–7 (Online, Google).
- Chronologische Bemerkungen und Berichtigungen zu pommerschen Urkunden: In: Baltische Studien, Band 10, Heft 1, Stettin 1844, S. 139–178 (Online, Google).
- Bischof Ottos erste Reise in Pommern. Localitäten. Chronologie. In: Baltische Studien, Band 10, Heft 2, Stettin 1844, S. 121–136 (Online, Google).
- Waldemars und Knuts Heerzüge im Wendenlande. Chronologie und Localitäten. In: Baltische Studien, Band 10, Heft 2, S. 137–182 (Online, Google).
- Die Gränzen des Landes Massow im Jahr 1269. Lage der Schlösser Pezik und Camenz. Dreger 182.440. In: Baltische Studien, Band 10, Heft 2, Stettin 1844, S. 163–172 (Online, Google).
- Nachtrag zu den chronologischen Bemerkungen in den Baltischen Studien X, H. 1, S. 138 ff. In: Baltische Studien, Band 10, Heft 2, S. 173–174 (Online, Google).
- Die Landestheilungen in Pommern. In: Baltische Studien, Band 11, Heft 2, Stettin 1845, S. 118–142 (Online, Google).
- Stettin als Burstaborg und Sczecino. In: Baltische Studien, Band 12, Heft 2, Stettin 1846, S. 185–195 (Online, Google).
- Das Land an der Netze nebst der Neumark, wie sie von Pommern besessen und verloren wurden. In: Baltische Studien, Band 15, Heft 1, Stettin 1853, S. 165–204 (Online, Google).
- Pommerns Ostgränzen. In: Baltische Studien, Band 15, Heft 1, Stettin 1853,  S. 204–223 (Online, Google).
- Ostpommern, seine Fürsten, fürstlichen Landeshteilungen und Districte. In: Baltische Studien, Band 16, Heft 1, Stettin 1856, S. 97–156 (Online, Google) und Band 16, Heft 2, Stettin 1857, S. 41–72 (Online, Google).
- Zur Urgeschichte der Pomoranen. In: Baltische Studien, Band 22, Stettin 1868, S. 121–213 (Online, Google).
- Die Liutizen und Obdriten. In: Baltische Studien, Band 22, Stettin  1868, S. 214–347 (Online, Google).
- Stettin zur wendischen Zeit. In: Baltische Studien, Band 23, Stettin 1869, S. 116–142 (Online, Google).
- Colberg und Altstadt zur wendischen Zeit. In: Baltische Studien, Band 23, Stettin 1869,  S. 143–158 (Online, Google).
- Herkunft der baltischen Wenden: In: Baltische Studien, Band 24, Stettin 1872, S. 1–64 (Digitalisat).

Siehe auch: Weblinks (unten): ‚Baltische Studien ab 1832 – Gesamtindex mit allen Aufsätzen Quandts‘.